# Krzysztof Etmanowicz

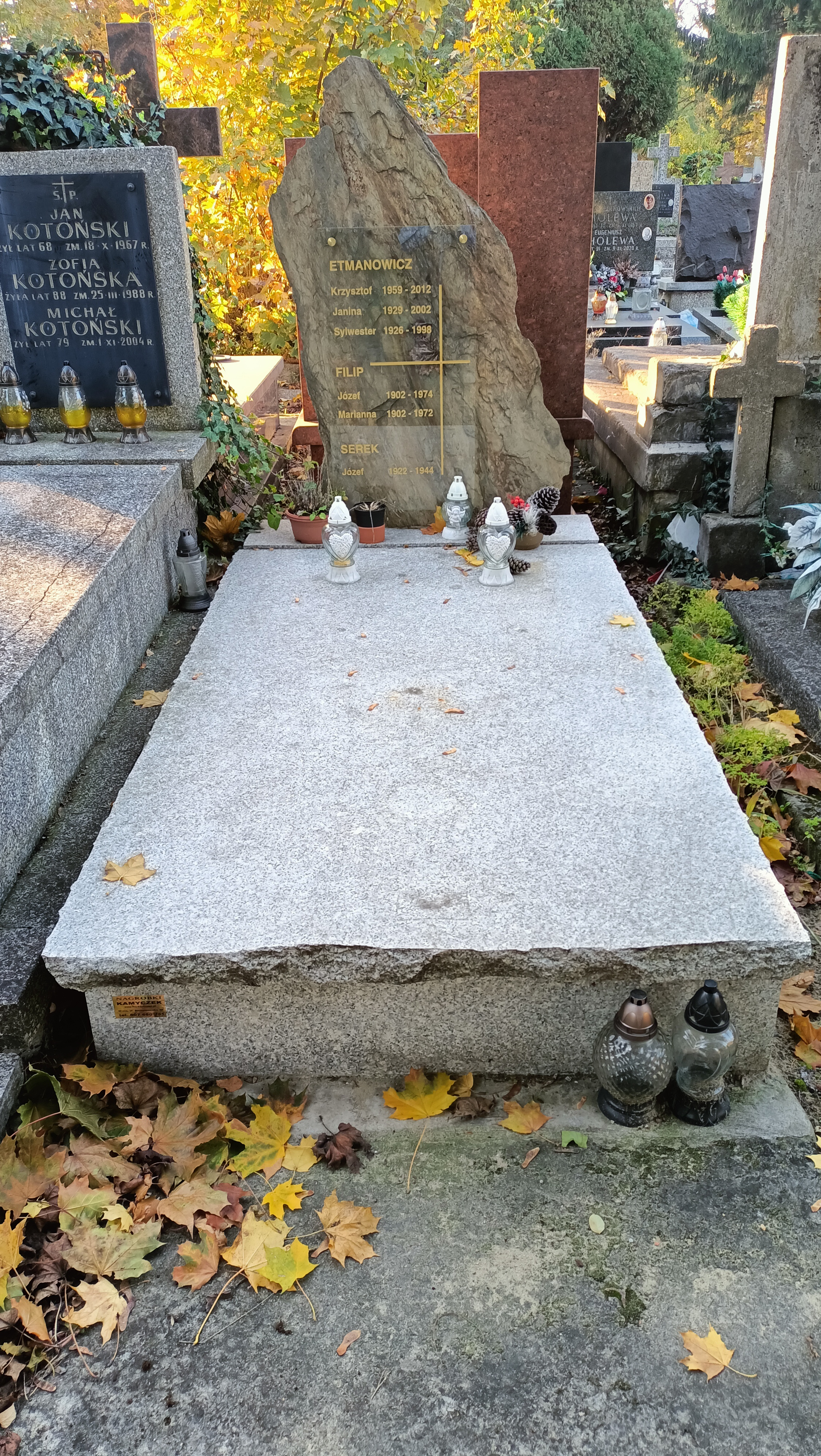
Grób Krzysztofa Etmanowicza na Cmentarzu Bródnowskim w Warszawie

Krzysztof Andrzej Etmanowicz (ur. 3 marca 1959 w Warszawie, zm. 19 grudnia 2012 tamże) – polski piłkarz, grający na pozycji pomocnika, trener piłkarski.
Absolwent Akademii Wychowania Fizycznego w Warszawie, którą ukończył w 1981. Jako piłkarz grał w drużynach stołecznych: Legii (poza pierwszym zespołem), AZS-AWF, Polonii, a także w Olimpii Poznań i czechosłowackim Šklo Union Teplice.
Od czasu zakończenia kariery piłkarskiej pracował jako trener. Zaczynał od pracy w Polonii Warszawa. Później w Legii opiekował się zespołami juniorów i rezerw. 20 sierpnia 1991 zastąpił Władysława Stachurskiego na stanowisku szkoleniowca pierwszego zespołu. W tym okresie drużyna Legii znajdowała się w poważnym kryzysie i broniła się przed spadkiem z ekstraklasy. Pod kierunkiem Etmanowicza Legii udało się ostatecznie zająć 10. miejsce na zakończenie sezonu 1991-1992. Po czterech kolejkach następnego sezonu Etmanowicz został zastąpiony przez Janusza Wójcika. Do zawodu trenera powrócił latem 1995 w roli szkoleniowca Marcovii Marki. W późniejszych latach prowadził kilka innych drużyn z Warszawy i Mazowsza, m.in. Znicz Pruszków i Narew Ostrołęka, rezerwy Polonii Warszawa.
W rundzie jesiennej sezonu 2011/2012 był trenerem Huraganu Wołomin, a od 16 stycznia 2012 był trenerem GKP Targówek. W rundzie jesiennej 2012/2013 prowadził IV ligowy zespół KS Łomianki.
Pochowany na cmentarzu Bródnowskim w Warszawie (kwatera 33D-3-31).